# Michael Lamey
Michael Lamey (født 29. november 1979 i Amsterdam, Holland) er en hollandsk tidligere fodboldspiller (højre back).
Lamey vandt tre hollandske mesterskaber med PSV Eindhoven, som han repræsenterede i perioden 2002-2007. Han spillede også for blandt andet RKC Waalwijk samt tyske MSV Duisburg og Arminia Bielefeld.

## Titler
Æresdivisionen
- 2005, 2006 og 2007 med PSV Eindhoven

KNVB Cup
- 2004 med FC Utrecht
- 2005 med PSV Eindhoven